# André Lopes
André Lopes est un joueur portugais de volley-ball né le 12 septembre 1982 à Seia (district de Guarda). Il mesure 1,93 m et joue réceptionneur-attaquant. Il totalise 195 sélections en équipe du Portugal.

## Clubs
| Club           | De        | À         |
| -------------- | --------- | --------- |
| Noliko Maaseik | 2008-2009 | 2009-2010 |
| Stade Poitevin | 2010-2011 | 2011-2012 |
| Chaumont VB52  | 2012-2013 | 2012-2013 |
| AS Cannes      | 2013-2014 | ...       |

## Palmarès
- Championnat de Belgique (1)
  - Vainqueur : 2009
- Coupe de Belgique (2)
  - Vainqueur : 2009, 2010
- Championnat de France (1)
  - Vainqueur : 2011
  - Finaliste : 2012